# 帕维尔·阿克雪里罗得
帕维尔·鲍里索维奇·阿克雪里罗得（俄語：Па́вел Бори́сович Аксельро́д；1850年8月25日—1928年4月16日）是一位俄罗斯犹太人孟什维克、马克思主义理论家，对列宁主义持一贯的反对立场。1850年，出生于商人家庭。1879年，参加土地平分社。1883年，参加劳动解放社。1900年，参加《火星报》编辑。1903年，参加孟什维克。1917年，滞留瑞典斯德哥尔摩，当年担任俄国社会民主工党 (孟什维克)中央委员。1922年，流亡德国。1928年，去世。

## 著作
- 《工人运动和社会民主主义》
- 《就无产阶级解放运动给俄国工人的信》
- 《俄国的工人阶级和革命运动》
- 《往事和思考》